# France 24
France 24 je francouzský mezinárodní zpravodajský televizní kanál, který vznikl 30. listopadu 2005 a zahájil televizní vysílání dne 6. prosince 2006. Od roku 2012 je zpravodajským kanálem národní programové společnosti France Médias Monde, která jako supervisor dohlíží na audiovizi mimo území Francie.
Televizní zpravodajství vzniklo na základě přání tehdejšího prezidenta Francie Jacquese Chiraca, mít možnost vysílat v zahraničí proti televizním konkurentům, americké (CNN International), britské (BBC News) a katarské (Al Jazeera). V roce 2005 tedy vznikla televizní zpravodajská společnost vlastněná rovným dílem veřejnoprávní skupinou France Télévisions a soukromou společností TF1. V roce 2008 se na přání dalšího francouzského prezidenta Nicolase Sarkozyho, připojila k nové holdingové společnosti Audiovisuel extérieur de la France (budoucí France Médias Monde), vedle rozhlasových stanic RFI a MCD.
Vysílání televize France 24 je k dispozici v několika jazykových mutacích. Televize publikuje zpravodajství ve francouzštině, angličtině, arabštině a španělštině. Distribuce vysílání je dostupné pomocí pozemního vysílání, satelitního vysílání, kabelové televize, IP televize a webového vysílání. Televizní program France 24 je dostupný pro více než 355 miliónů domácností, ve více než 180 zemích. Její webové stránky navštívilo v roce 2018 v průměru každý měsíc, více než 18 miliónů uživatelů internetu.

## Historie televize

### Léta 1987–1997
V roce 1987 pověřil tehdejší francouzský premiér Jacques Chirac poslance Michaela Péricarda misí o francouzské audiovizuální politice. Výstup z auditní zprávy je, že se jedná o nedostatečnou efektivitu a velké rozptýlení společností v externím audiovizuálním sektoru, který zahrnoval sledování společností RFI a TV5 Monde. V roce 1988 dá nový francouzský premiér Michael Rocard popud ke vzniku vytvoření společnosti Canal France International (CFI), souhrn programů ve francouzštině určené pro distribuci v zahraničí, zejména v Africe. Válka v Perském zálivu z let 1990–1991 odhaluje sílu amerického televizního vysílání CNN International, který vznikl o 10 let dříve. Ukazuje se, že nepřetržitý zpravodajský kanál může ovlivňovat veřejné a politické mínění. Francouzští politici proto volají po obdobné platformě, vytvoření francouzské mezinárodní televize. Paralelně vzniká několik dalších projektů. V roce 1993 spustila Evropská vysílací unie (EBU) svůj vícejazyčný evropský televizní kanál Euronews. Následující rok spustila soukromá společnost TF1 první nepřetržitý zpravodajský televizní kanál ve Francii s názvem The News Channel (LCI). V roce 1997 byl podán návrh založení holdingové společnosti Téléfi, sdružující hráče v audiovizuálním sektoru (TV5 Monde, RFI a CFI), stejně jako podnět k vytvoření francouzského mezinárodního kanálu. Po návratu levice po parlamentních volbách roku 1997 bylo od návrhu projektu ustoupeno. Nová tehdejší vláda preferovala rozvoj stávajících platforem, zejména TV5 Monde.

### Léta 2002–2003
Postupem času se dochází k závěru, že nový televizní kanál musí být 100 % soukromý, ve spolupráci společností TF1 a Canal+. V květnu 2003 se setkávají ředitelé obou skupin Patrick Le Lay a Bertrand Meheut. Nicméně jednání nevedou ke zdárnému konci. Je tedy navržen nový koncept, a to s 50 % podílem soukromé společnosti TF1 a s 50 % podílem veřejnoprávní společnosti France Télévisions. Budoucí francouzský mezinárodní zpravodajský kanál se prozatímně nazývá CII, C2I, CFII nebo CF2I. Kanadská veřejnoprávní stanice Radio-Canada se má zájem zúčastnit jako partner na projektu.

### Léta 2004–2006
Dne 3. prosince 2004 předseda francouzské vlády Jean-Pierre Raffarin uspořádal v Matignonu schůzku s ministry zahraničních věcí Michelem Barnierem, ministrem kultury Renaude Donnedie de Vabrese a dalších různých poradců, aby definitivně rozhodli o spuštění francouzského mezinárodního televizního kanálu. Návrh měl použít koncept sdružení soukromé společnosti TF1 a veřejnoprávní televize France Télevisions, pod dohledem Matignonu a s rozpočtem 30 miliónů EUR na spuštění v roce 2005. V červenci 2006 bylo oznámeno, že francouzský mezinárodní televizní kanál se bude jmenovat France 24. Tvůrci projektu odhadovali, že zkratka CFII by se špatně vyslovovala, zejména v zahraničí. 

### Léta 2006–2008
Televize France 24 zahájila vysílání 5. prosince 2006 ve 20:29 hodin, jako streamování na internetu a o den později, dne 6. prosince spustila vysílání i na kabelové televizi, satelitním vysílání a přes ADSL. Vysílání je zahájeno ve francouzštině a angličtině na území Evropy, Afriky, na Blízkém a Středním východě, ve městech New York a Washington, s dosahem pro téměř 75 miliónů domácností ve více než 90 státech. Za jeden měsíc existence přilákaly webové stránky televize 2,5 miliónů návštěvníků a staly se tak třetí nejnavštěvovanější stránkou za CCN a BBC News, před Al Jazeera, TV5 Monde, RFI a Euronews. Dne 2. dubna 2007 spouští France 24 svůj vysílací kanál v arabštině v Paříži. Čtyři hodiny programů, denně od 16 hodin do 20 hodin jsou distribuovány do afrických zemí regionu Maghreb a na Blízký i Střední východ. Dne 16. dubna obdrží vysílací kanál ocenění Official Honoree od Webby Awards, jedné z nejprestižnějších světových cen za web. V prosinci je spuštěna služba Les Observateurs, která shromažďuje fotografie, videa nebo texty od uživatelů internetu z celého světa. Dne 4. dubna 2008 vznikla holdingová společnost Audiovisuel extérieur de la France (AEF) na popud prezidenta Francie Nicolase Sarkozyho. Jde o seskupení audiovizuálních aktivit mimo území Francie pod jednu společnost, tedy televizní kanály TV5 Monde, France 24 a rádio RFI. Společnost AEF tedy musí vykoupit akcie France Télévisions a TF1 ve France 24, ale skupina požaduje 90 miliónů EUR. Po tahanicích se státem nakonec prodaly obě skupiny svůj podíl, každá za 2 milióny EUR. France Télévisions se navíc zavazuje poskytovat pořady o aktuálních událostech po dobu 7 let, za částku jeden milion eur ročně. TF1 musí během stejného období poskytovat archivní snímky za roční částku 800 000 EUR pro svůj kanál TF1 a za částku 900 000 EUR pro svou dceřinou společnost Eurosport. Alain de Pouzilhac, předseda správní rady France 24, byl jmenován generálním ředitelem a Christine Ockrent zástupkyní generálního ředitele této nové společnosti. Dne 12. listopadu 2008 byla France 24 oceněná cenou za nejlepší mezinárodní médium na ceremoniálu AIB Media Excellence Awards, pořádaného Association for International Broadcasting. Dne 27. dubna se zvyšuje počet hodin vysílání v arabštině ze 14 hodin na vysílání od rána do půlnoci a od dne 12. října 2010 se kanál přepne na vysílání v módu 24/7.

### Od roku 2013
V lednu 2012 se Audiovisuel extérieur de la France (AEF) spojuje se svými dceřinými společnosti RFI, France 24 a MCD. Fúze sloučení společností je dokončena dne 13. února 2012. Dne 12. července rezignuje Alain de Pouzilhac na svoji funkci. Dne 7. října, Marie-Christine Saragosse, do té doby generální ředitelka TV5 Monde, byla jmenovaná prezidentkou AEF. V únoru 2013 opustily společnosti RFI a MCD svá studia v lokalitě Maison de la Radio v Paříži a přestěhovali se do prostor AEF, vedle France 24, do Issy–les–Moulineaux. Dne 27. června byla společnost Audiovisuel extérieur de la France (AEF) přejmenovaná na France Médias Monde (FMM). V prosinci 2013 na počest oslavy sedmiletého výročí existence, spouští televizní zpravodajství nový programový plán, publikuje nový web a nové logo se sloganem Liberté, Égalité, Actualité. Dne 8. března 2016 spouští televize spolupráci s americkou zpravodajskou společností Mashable a začíná publikovat francouzskou verzi MaschableFR, zaměřenou na generaci mezi 18 a 35 roky. Dne 24. února 2016 francouzský prezident François Hollande při návštěvě města Buenos Aires v Argentině oznamuje, že v roce 2017 bude vytvořena španělská verze vysílání, která se zaměří na oblast Latinské Ameriky. Vysílání bylo spuštěno v září 2017. Redakce sídlí v kolumbijské Bogotě a vysílá ve 12 španělsky mluvících zemí po dobu šesti hodin denního vysílacího času. Koncem roku 2019 je vysílání prodlouženo na dvanáct hodin. V březnu 2021 hrozí France 24 odebrání akreditace alžírskou vládou. V červnu 2021 skutečně alžírská vláda odebrala akreditaci France 24 pro nerespektování pravidel profesní etiky, dezinformace a manipulaci proti Alžírsku. V listopadu 2021 vstoupili zaměstnanci France 24 do stávky. Požadovali lepší postavení pro freelancery, benevolentnější management a reorganizaci společnosti podle dovedností a produktivity.

## Organizační struktura

### Vedení společnosti
Od svého založení v roce 2006, až do roku 2008 byla France 24 řízena výkonnou radou a dozorčí radou. Předsedou správní rady byl Alain de Pouzilhac, kterému pomáhali dva jednatelé. Předsedou dozorčí rady byl Patrick de Carolis a místopředsedou Étienne Mougeotte. Dalšími členy byly Patrice Duhamel, Thierry Berg a Patrick Le Lay. Od roku 2008 je France 24 dceřinou společností France Médias Monde (dříve Audiovisuel exterior de la France). 

### Vlastnictví
Když byla v roce 2006 France 24 uvedena na trh, vlastnily televizi rovným dílem veřejnoprávní skupina France Télévisions a soukromá skupina TF1. V roce 2008 stát odkoupil akcie obou akcionářů za částku 2 milióny EUR pro každého vlastníka. Od té doby je France 24 kanálem národní programové společnosti France Médias Monde (dříve Audiovisuel exterior de la France) vlastněné 100 % francouzským státem prostřednictvím agentury Agence des Particips de l'Etat (APE).

### Rozpočet
France 24 má dva hlavní zdroje financování, audiovizuální veřejnoprávní poplatek, který platí každá domácnost a příspěvky ze státního rozpočtu. V roce 2007, v prvním roce provozu televize hospodařila s rozpočtem 87 miliónů EUR. V roce 2008 činil rozpočet 88 miliónů EUR. Od roku 2009 je rozpočet sponzorován společností France Médias Monde. Peníze pak společnost rozděluje mezi své dceřiné společnosti France 24, Radio France internationale (RFI) a Monte Carlo Doualiya (MCD).

### Hlavní sídlo
Hlavní sídlo France 24 se nachází na adrese 80, rue Camilla–Desmoulins, v Issy–les–Moulineaux (Hauts–de–Seine). Od roku 2008 je zde také sídlo mateřské společnosti France Médias Monde.

### Zaměstnanci
V roce 2006 společnost France 24 zaměstnávala 170 novinářů třiceti národností. V roce 2007 společnost využívá služeb 420 spolupracovníků, z toho 200 novinářů. V roce 2014 měla redakce kanálu v Paříži 430 novinářů, 35 různých národností a spoléhala se na síť 142 poboček. Zaměstnávala i 466 externích pracovníků France Médias Monde.

## Programové vysílání
Ve čtyřech vysílacích kanálech (francouzština, angličtina, arabština a španělština) nabízí televize každou hodinu úplné aktualizace mezinárodních zpráv s živými deseti nebo patnáctiminutovými vstupy, před kterými se vysílá globální předpověď počasí.

## Distribuce
France 24 používá několik médií k přenosu svých programů po celém světě. Pozemní vysílání, satelitní vysílání, kabelové vysílání, webové a mobilní streamování, IP televizi atd. Kromě toho je televize distribuována v hotelech a částečně je přebírání zahraničními televizními kanály. Vysílá ve 4 jazycích : španělštině, francouzštině, angličtině a arabštině. V roce 2013 byl dostupný pro 256,56 miliónů diváků ve srovnání s 90 milióny diváků v roce 2008 ve 178 zemích na pěti kontinentech. Nejvíce diváků je v Evropě 149,14 milónů, 43,63 miliónů diváků v Asii a Tichomoří, 38,02 miliónů diváků v severní Africe a na Středním východě, 13,10 miliónů v Severní Americe a 1,70 miliónů v Latinské Americe a Karibiku. Řadí se tedy v počtu sledovanosti za CNN International dostupnou ve 375 miliónů domácností a BBC World News dostupnou pro 350 miliónů domácností.

### Digitální pozemní vysílání
France 24 distribuuje pozemní vysílání v několika zemích po celém světě. Ve Francii je pozemní vysílání k dispozici od 23. září 2014, ale pouze v regionu Île-de-France a ve francouzštině. Vysílá se v multiplexu L8 z Eiffelovy věže.

### Satelitní vysílání
France 24 od svého začátku vysílá ze satelitu ve volně vysílaném pásmu nebo prostřednictvím programových balíčků jiných operátorů jako Canalsat, Sky nebo OSN. Televizi je možné přijímat po celém světě prostřednictvím satelitů Eutelsat (Hot Bird, Eurobird 1), SES (Astra 1, Astra 4A), Intelsat (Galaxy 23, Intelsat 9), Arabsat (BADR-4), Nilesat (NileSat 102) a AsiaSat (AsiaSat 5)

### Kabelová televize
France 24 od svého vzniku vysílá i pomocí kabelové televize v celém světě. V roce 2013 pokrývalo kabelové vysílání 39,30 miliónů domácností, včetně vysílání přes ADSL.

### Internetové vysílání
France 24 od svého začátku vysílá na internetu pomocí streamů. Zároveň je ve Francii, zámořských územích, Lucembursku, Švýcarsku a Kanadě dostupný i přes rozhraní IP televize prostřednictvím několika operátorů. Od 10. prosince 2012 je také k dispozici distribuce na aplikaci YouTube.